# Se dig inte om!
Se dig inte om! är en roman av Eyvind Johnson utgiven 1936. Det är den tredje delen i den självbiografiska sviten Romanen om Olof.

## Handling
Olof är på sitt sjuttonde år och får efter en rad kroppsarbeten plats på en biograf, vilket ger honom mer tid till sin självbildning och möten med andra människor. Han upplever pubertetens våndor och blir mer medveten om sig själv och omvärlden.